# Bakersfield (Texas)
Bakersfield ist eine Siedlung auf gemeindefreiem Gebiet (unincorporated community) im Pecos County im US-Bundesstaat Texas.

## Geographie
Bakersfield liegt im mittleren Westen von Texas, fünfzehn Kilometer südlich des Pecos River und 59 Kilometer östlich von Fort Stockton an der Kreuzung der Interstate 10 und der Farm to Market Road 11.

## Geschichte
Der Ort wurde 1929 gegründet, nachdem in der Nachbarschaft ein Ölfeld entdeckt worden war. Er wurde nach dem Gründer der Siedlung J. T. Baker benannt. Innerhalb eines Jahres entstand die notwendige Infrastruktur zur Versorgung des Ölfeldes, und die Einwohnerzahl stieg auf knapp über 1000. Mit dem Fall des Ölpreises Anfang der 1930er Jahre und der dadurch verminderten Produktion wurde beschlossen, das benachbarte Taylor-Link-Ölfeld stillzulegen, und Bakersfield wurde weitgehend aufgegeben. Viele Häuser wurden einfach wieder abgerissen, oder es wurde versucht, sie weit unter Wert zu verkaufen. Bis 1945 sank die Zahl der Einwohner auf 45. 1976 betrug die Einwohnerzahl noch 30, den gleichen Wert erreichte der Ort bei der Zählung 2000.